# Хлебный жук
Хлебный жук, или кузька хлебный, или кузька посевный (Anisoplia austriaca) — жук семейства пластинчатоусых, опасный вредитель хлебных злаков, вызывающий массовые повреждения посевов. Длина тела — 12—16 мм.

## Ареал
Распространён в степной и лесостепной зонах Европейской части России, в Европе, Малой Азии, Иране. Кузька сильно вредит посевам в Нижнем и Среднем Поволжье, степных районах Украины, Северного Кавказа, Закавказья.

## Цикл развития жука
Жук имеет двухлетний цикл развития.
Личинки питаются корнями растений и перегноем. После двух перезимовок личинки окукливаются. Это происходит в конце мая. А в конце июня из почвы выходят взрослые жуки.
Во взрослом состоянии жуки питаются зерновыми культурами (ржи, пшеницы, ячменя), поедая еще незрелые, незатвердевшие зёрна.
Жуки заселяют сначала озимые, а затем — яровые хлеба.
Самки жуков откладывают яйца через 10—12 суток после вылета. В одной кладке содержится до 50 яиц. Через 3 недели из них выходят личинки.
Хлебный жук, кузька (Anisoplia austriaca), жук сем. пластинчатоусых (см.), страшн. враг хлебов южн. России; дл. 12—13 миллим.; надкрылья желто-красн. с черн. 4-угольн. пятном; голова, спинной щиток и ноги темнозелен. с бронзов. отливом, брюхо и грудь снизу покрыты сероват. пушком. Пищею Х. жука явл. цветневая пыль, завязь и мягкое еще зерно хлебов. В южн. России массы Х. жуков появляются во время цветения яров. пшеницы. Способ борьбы — перепашка для уничтожения личинок. В южн. России нападает также близкий к кузьке жук-крестоносец (A. crucifera), отлич. меньшей величиной и черн. крестом на желто-красн. крыльях. (Малый энциклопедический словарь Брокгауза и Ефрона)

## Активность насекомых
Жуки предпочитают светлое время суток, наиболее активны в солнечную погоду. Появляясь на растениях утром, ночью уползают в укрытие — под ком земли или трещину в почве.

## Меры борьбы с кузькой
Для борьбы с жуком применяют следующие меры:
- Предпосевная культивация (перепашка) зяби
- На паровых землях (см. Севооборот) в конце мая — начале июня производят глубокую перепашку
- Междурядная обработка пропашных культур
- Пожнивное лущение (послеуборочное рыхление) почвы
- Раздельная уборка пшеницы в начале восковой спелости, что предохраняет зерно в валках от поедания жуками
- Опрыскивание посевов инсектицидами.